# Зильберман, Андреас

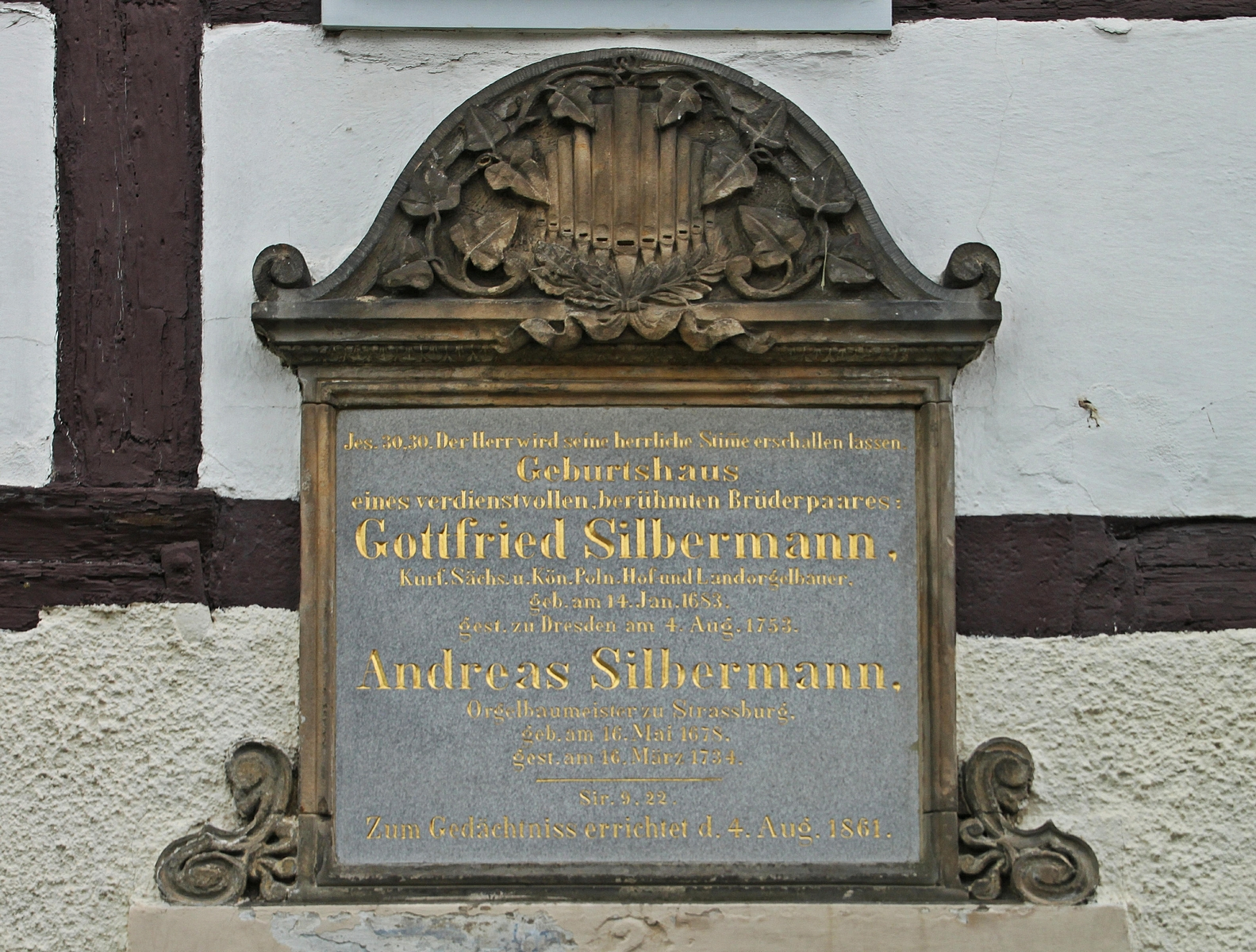
Мемориальная доска на доме семьи Зильберман в Фрауэнштайне

Андреас Зильберман (нем. Andreas Silbermann; 16 мая 1678, Фрауэнштайн, Саксония — 16 марта  1734, Страсбург) — немецкий мастер по изготовлению клавишных инструментов, преимущественно органов. Один из самых выдающихся мастеров XVII—XVIII веков.

## Биография
Основатель династии мастеров Зильберман. Сын плотника. Старший брат Иоганна Готфрида Зильбермана. Отец Иоганна Андреаса, Иоганна Даниэля и Иоганна Генриха Зильберманов.
Учился мастерству органостроителя, предположительно, у Э. Каспарини.
Участвовал в строительстве 35 органов, в основном в Эльзасе.
Обучил профессии брата Иоганна Готфрида Зильбермана и сына Иоганна Андреаса. Органы, созданные им, братом и сыном, всемирно известны под маркой «Органы Зильберман».

## Некоторые органы, построенные Зильберманом
- 1706 — Коллегиум Вильгельмитанум
- 1707 — Церковь Святого Николая (Страсбург)
- 1709—1710 — церковь аббатства Мармутье, Эльзас
- 1711 — Базельский собор
- 1714—1716 — Страсбургский собор
- 1718 — Церковь Святой Аврелии (Страсбург)
- 1721 — Церковь Святых Симона и Иуды, Отрот
- 1726 — Доминиканская церковь, Кольмар
- 1729—1730 — Церковь Святого Сириака, Альторф
- 1732 — Церковь Сен-Мориса, Эберсмюнстер, Эльзас
- 1732 — Церковь Сен-Матье, Кольмар.
- 1733 — Церковь святых Петра и Павла, Росайм

## Некоторые органы работы А. Зильбермана

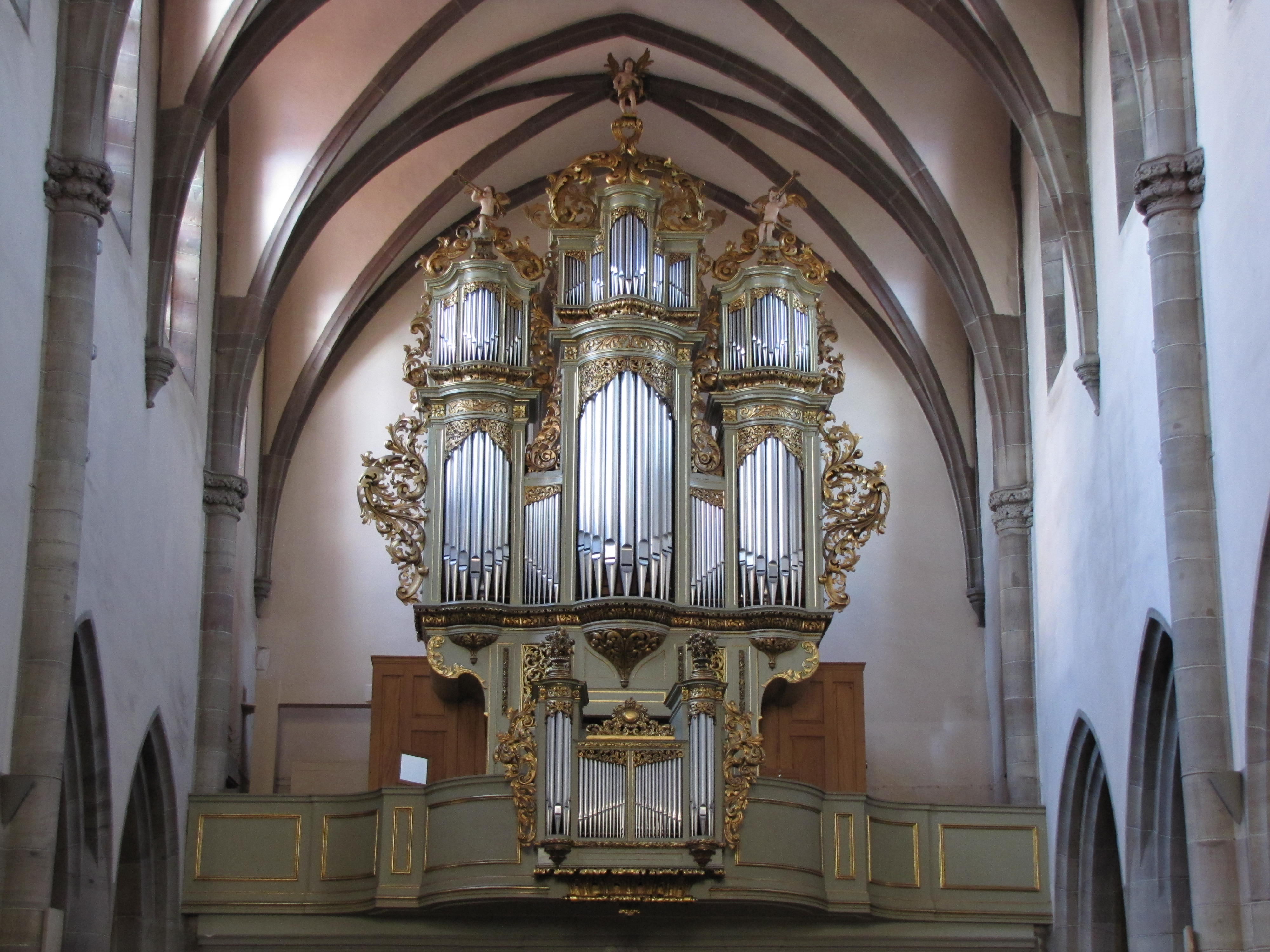
Церковь Сен-Грегуар де Рибовилле (1708)
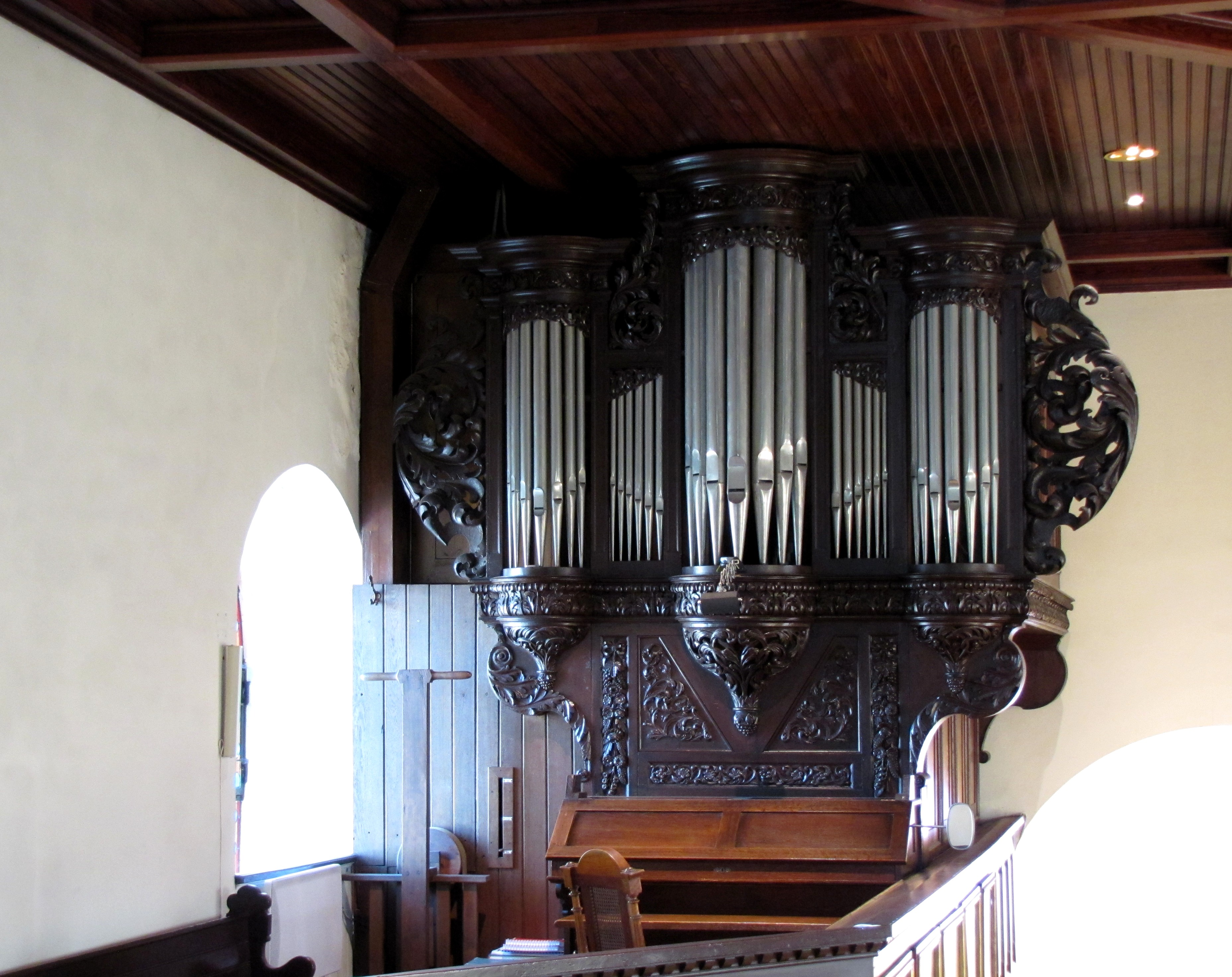
Протестантская церковь Святого Галла в Иттенхайме (1703)
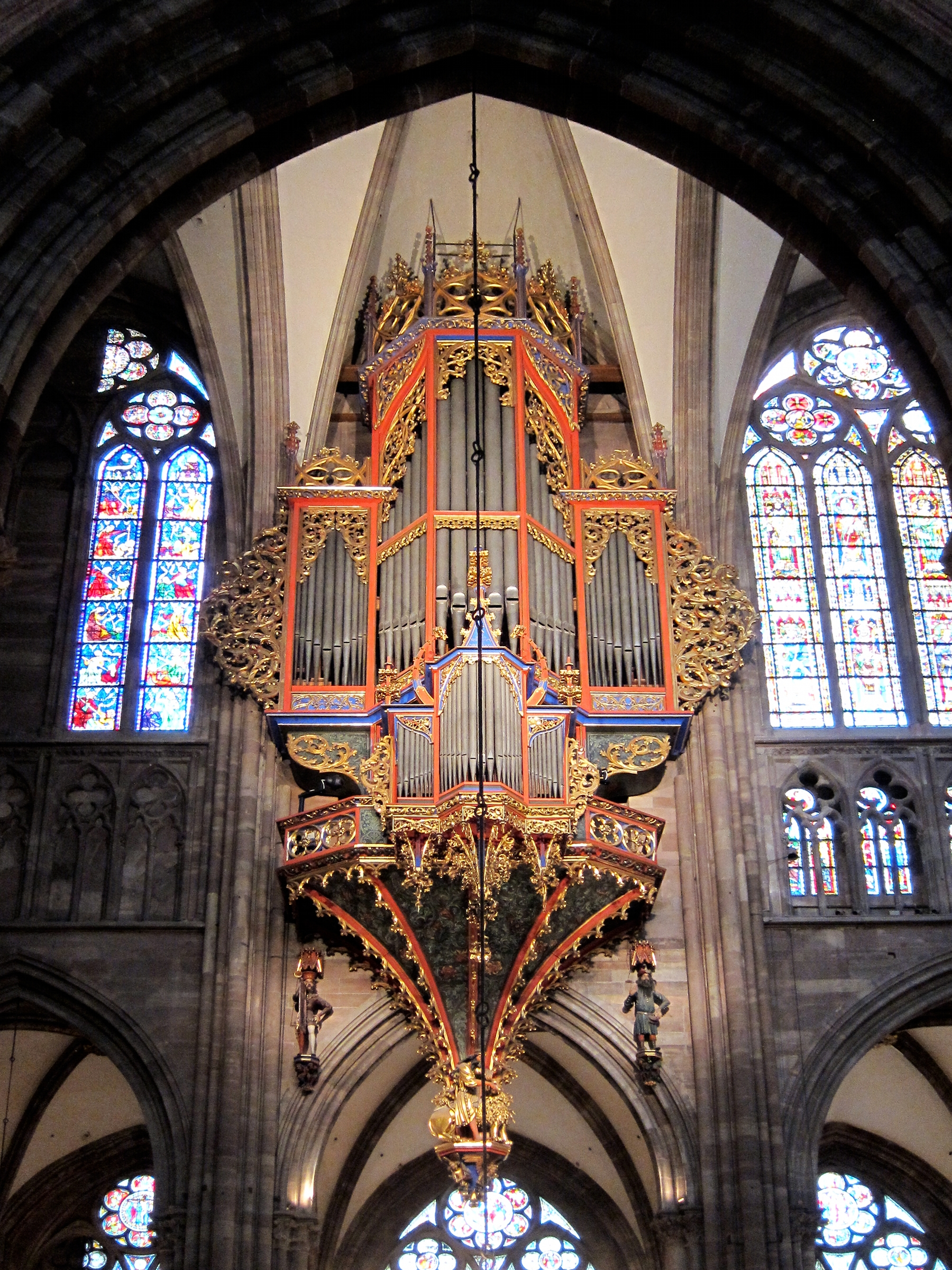
Собор Страсбургской Богоматери (1713)
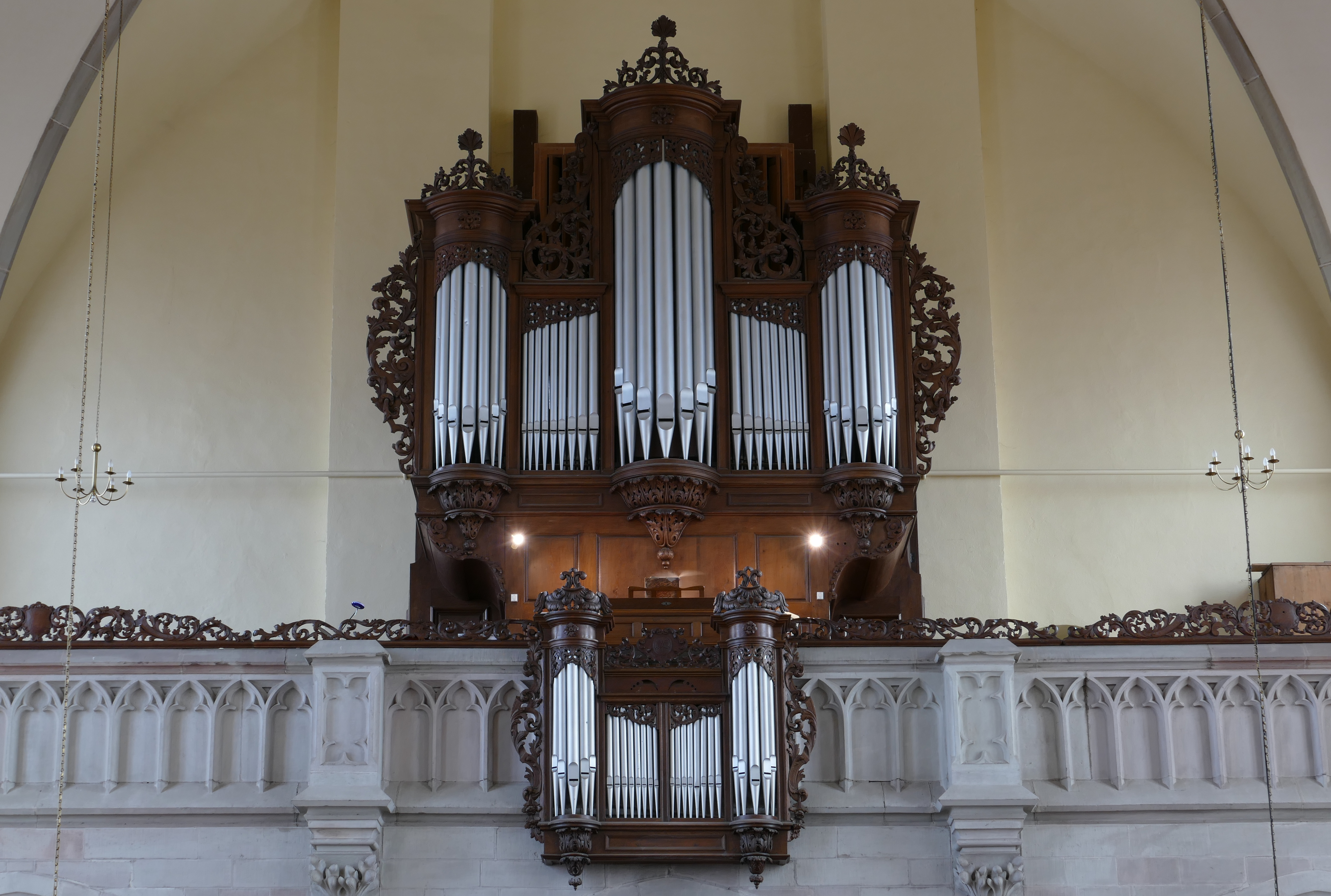
Церковь Сен-Максимин в Нидернаи (1713)
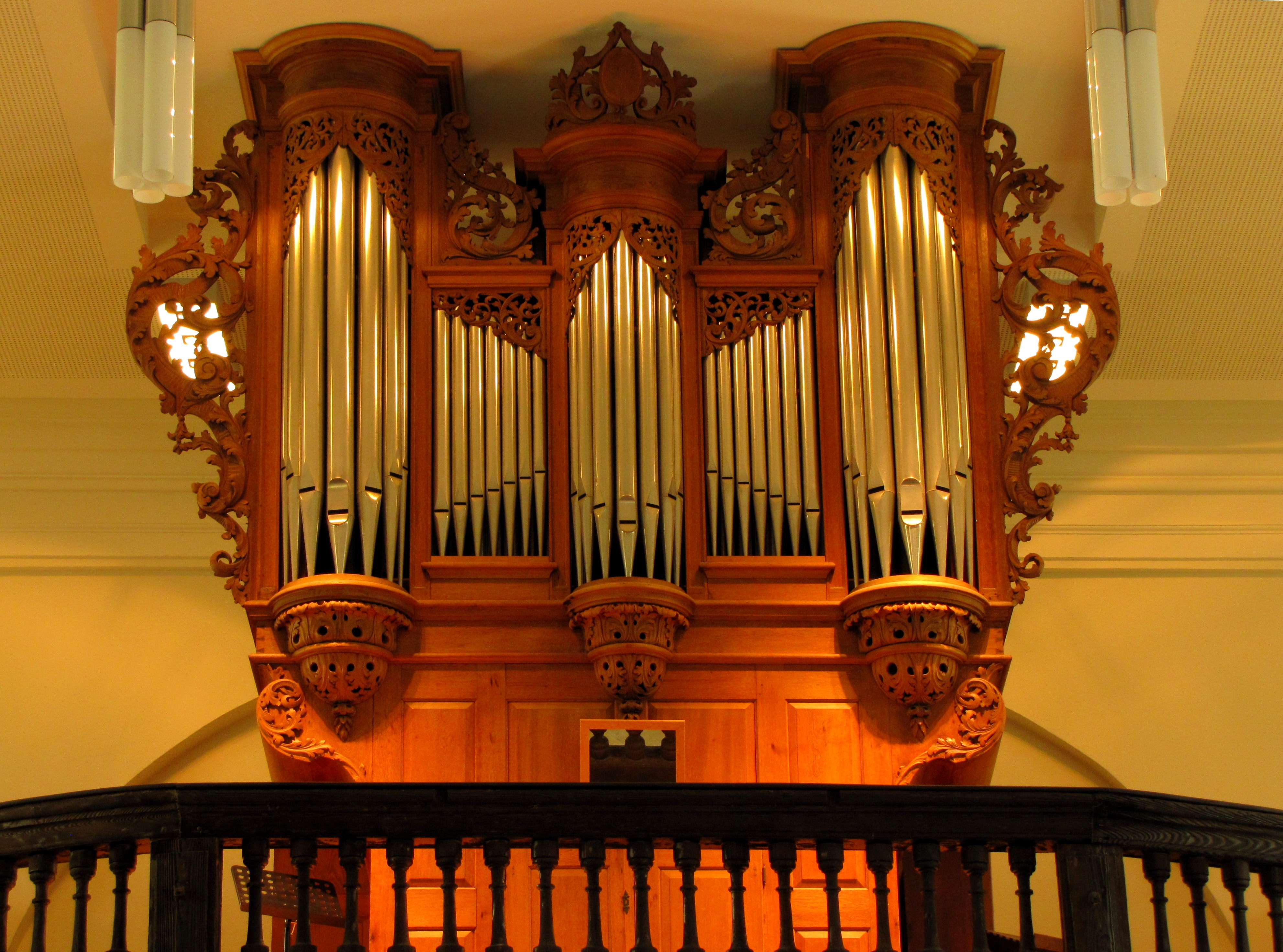
Протестантская церковь Бишхайма (1716)
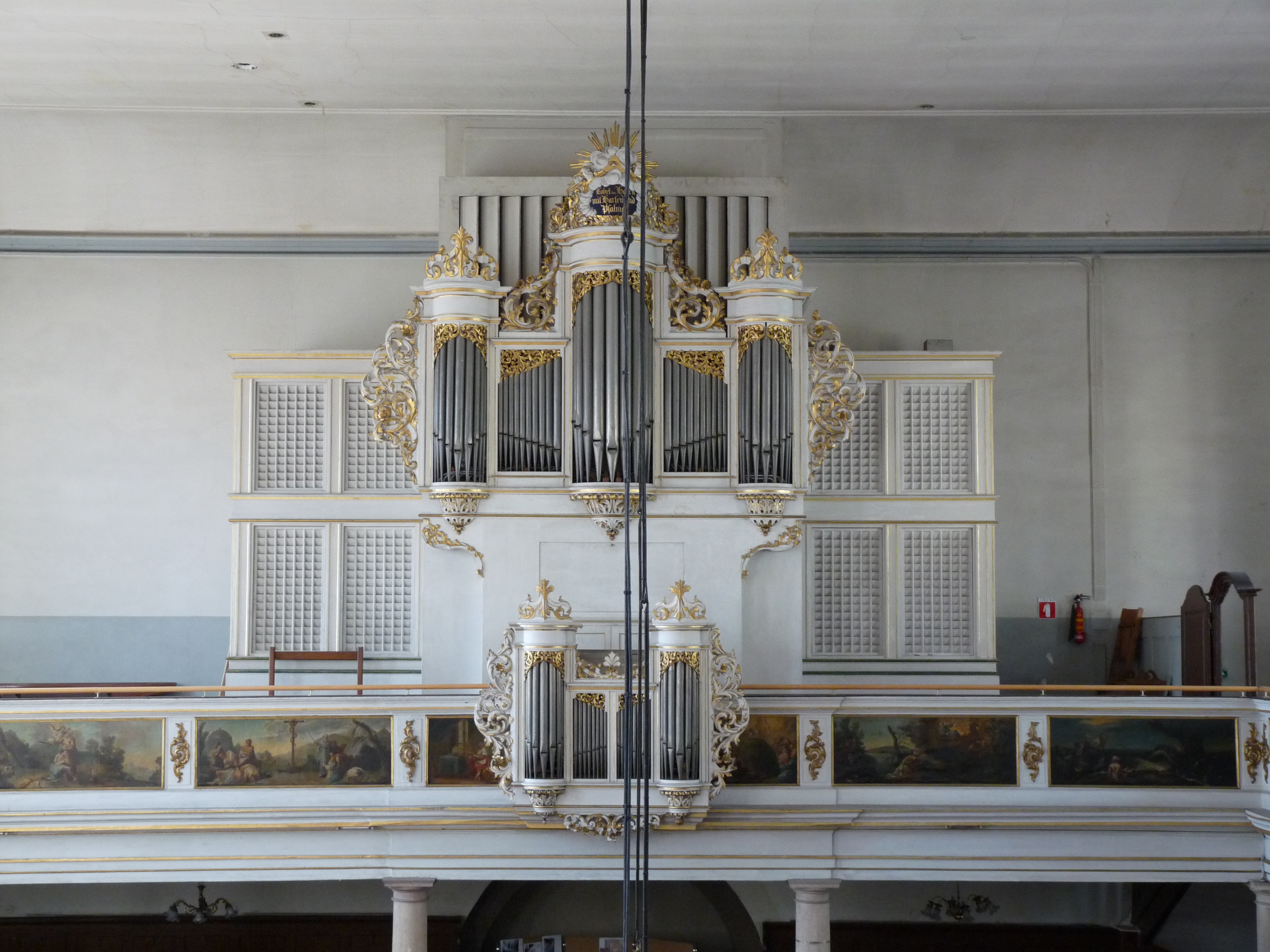
Протестантская церковь Святой Орели в Страсбурге (1718)
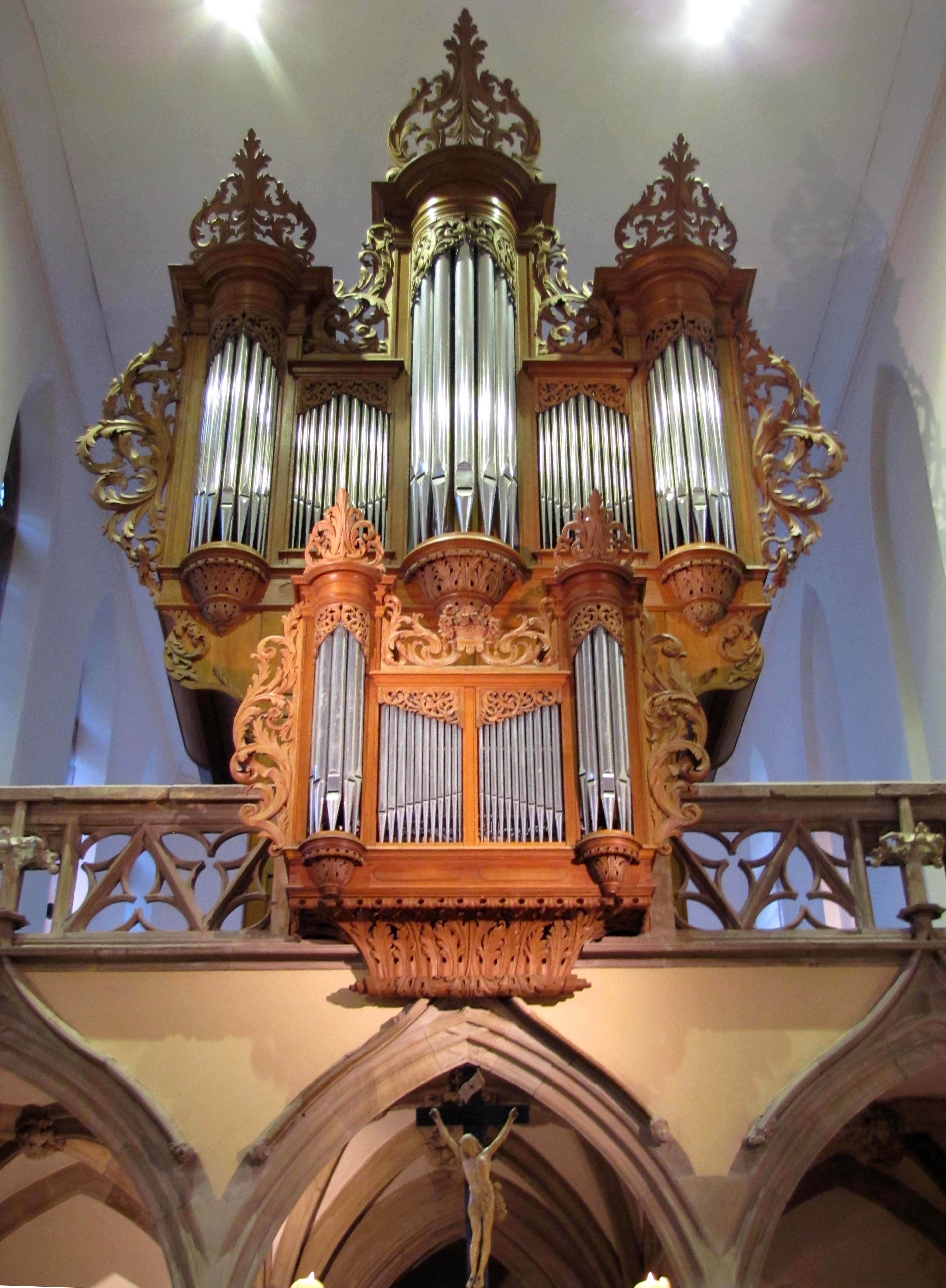
Протестантская церковь Сен-Гийом (1728)
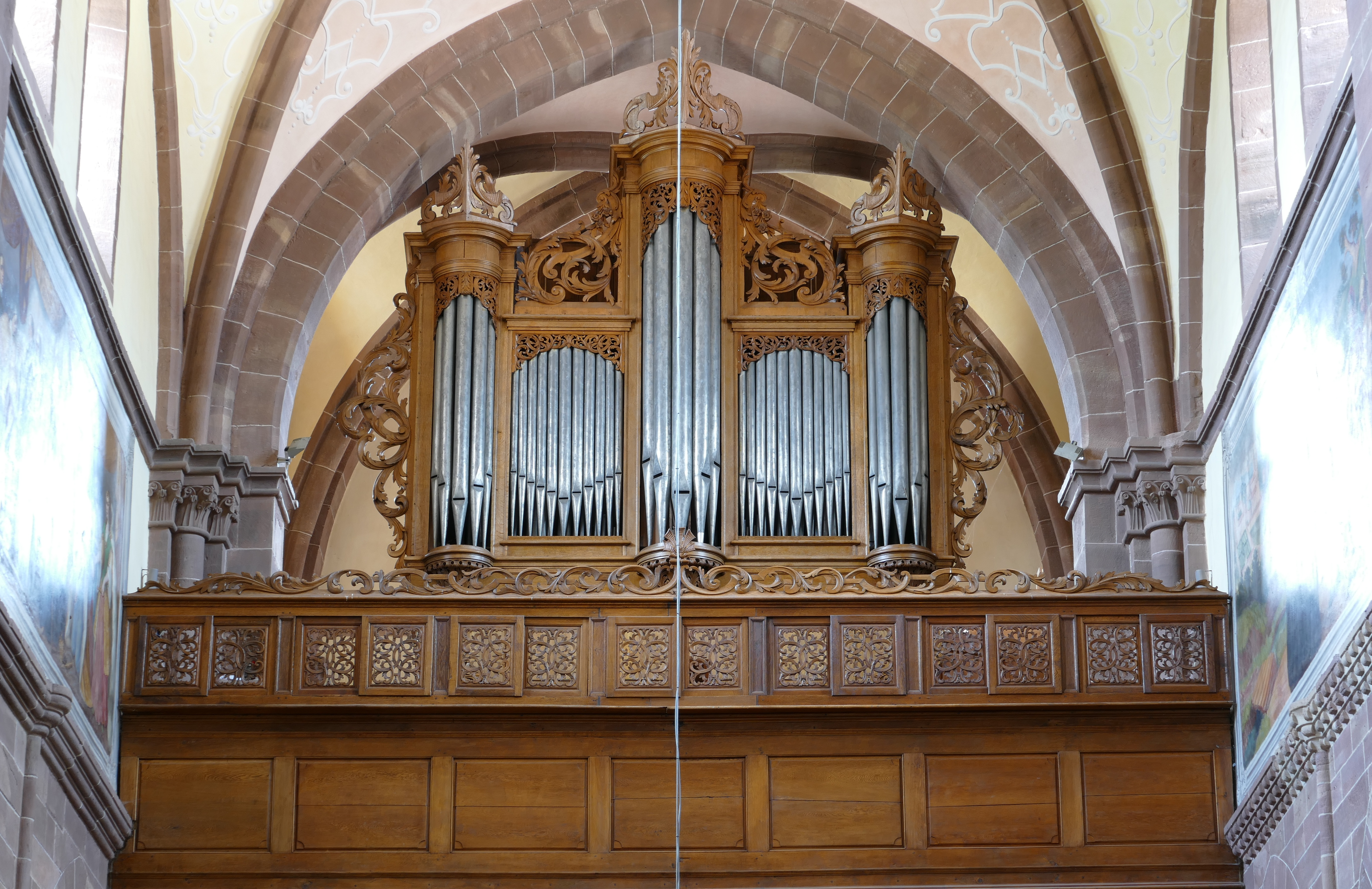
Аббатство Сен-Сириак в Альторфе (1729)
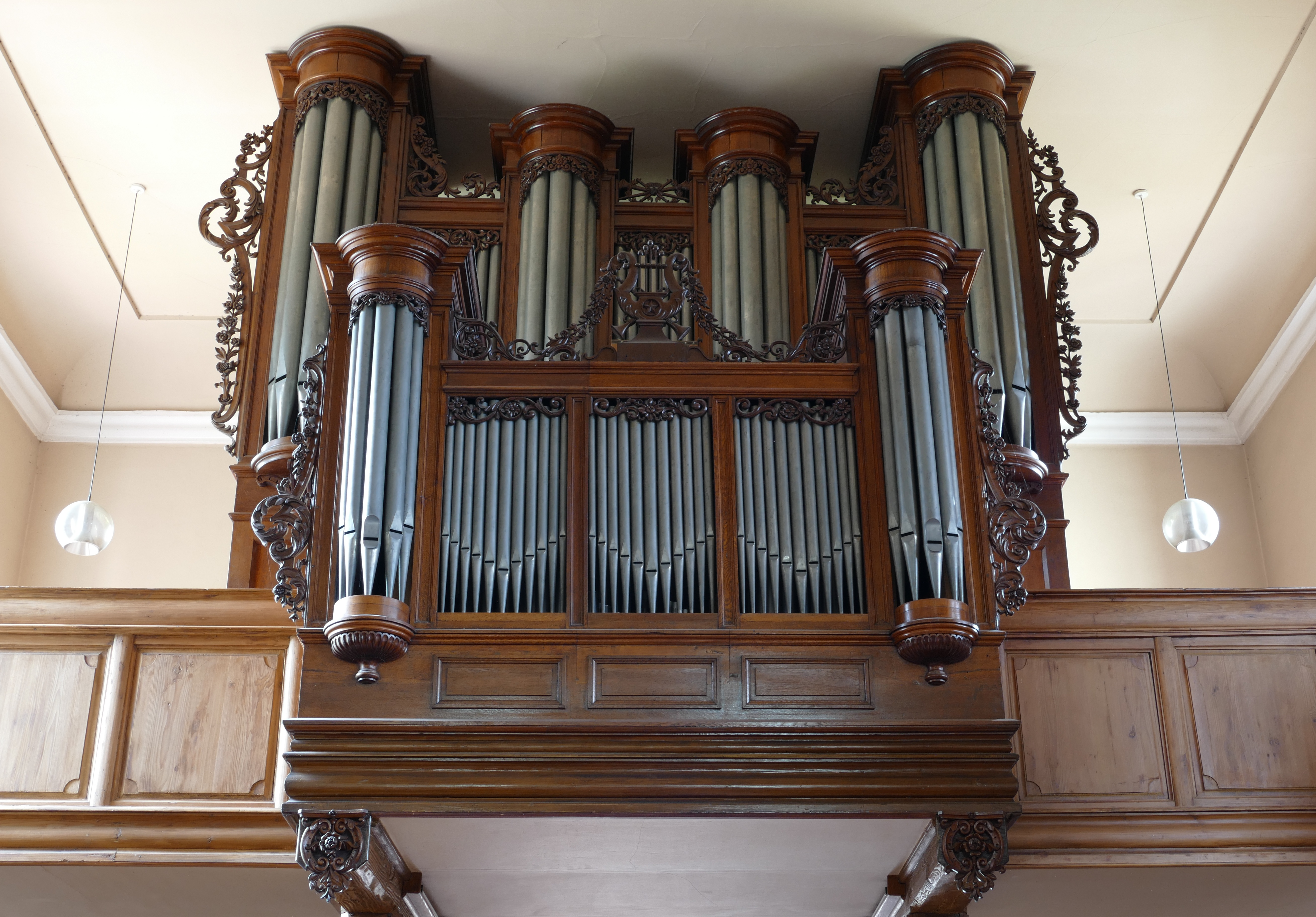
Протестантская церковь Бишвиллера (1729)
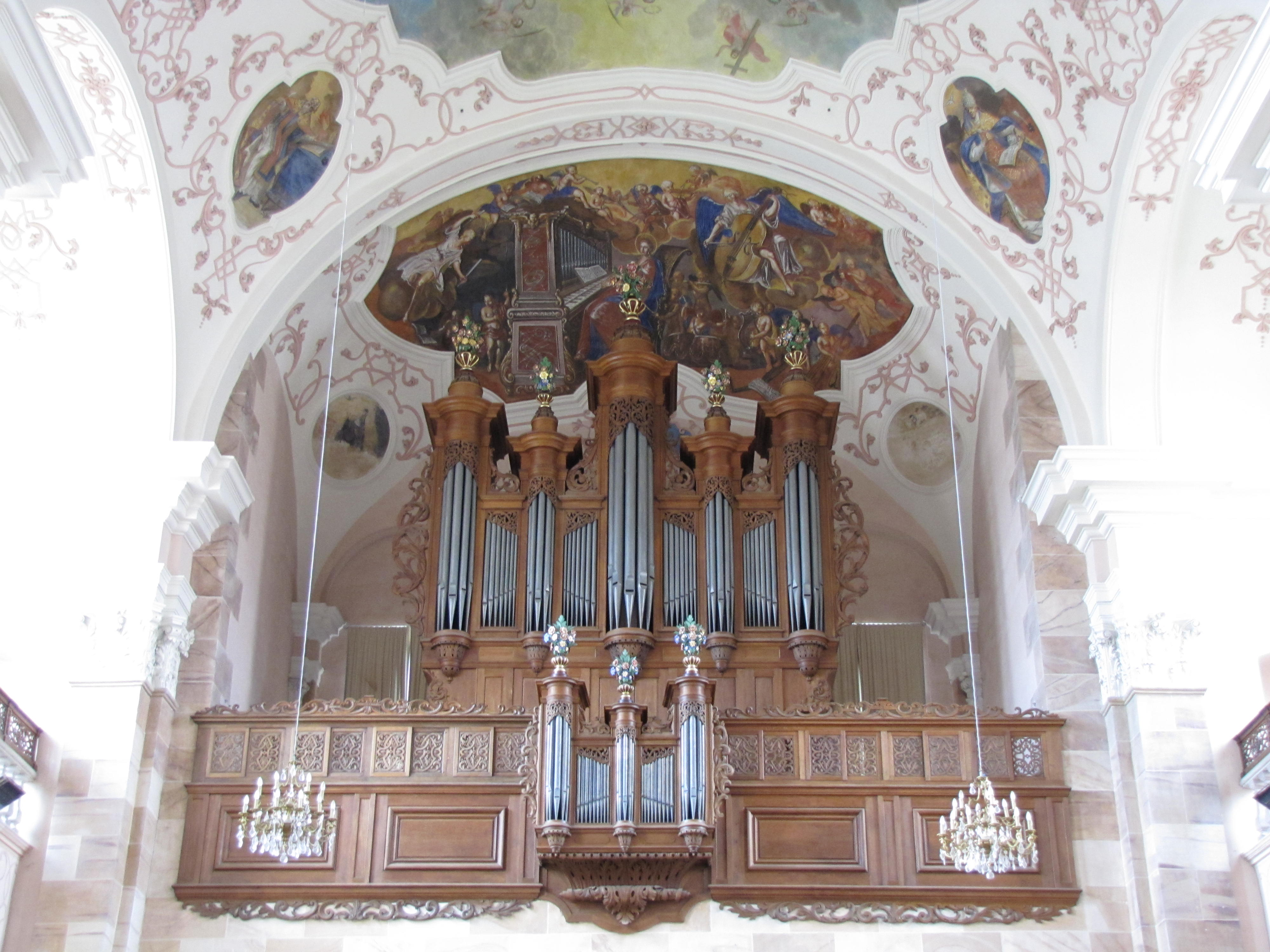
Аббатство Сен-Морис в Эберсмюнстере (1731)
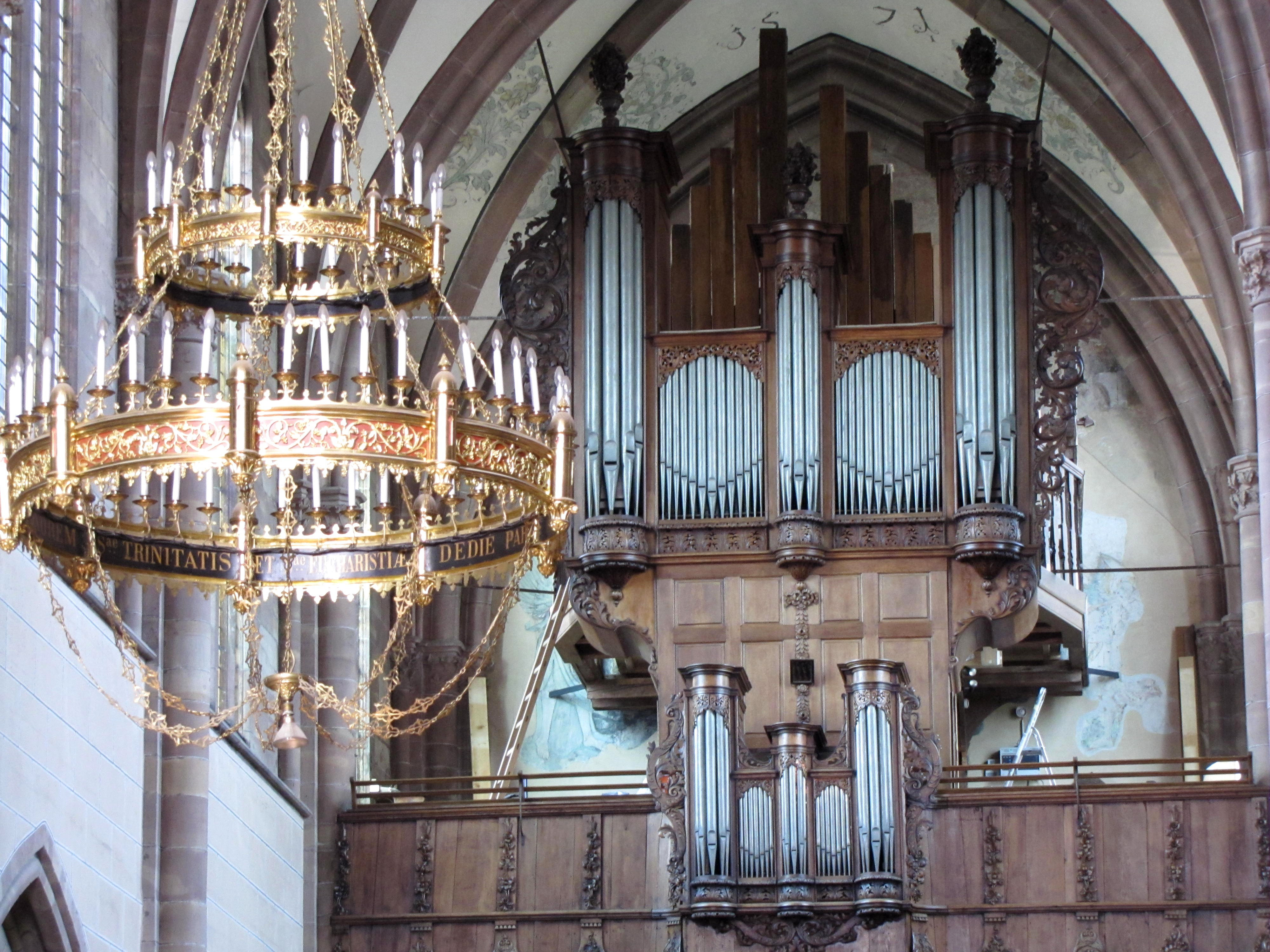
Аббатство Сент-Этьен де Мармутье